# Hoplia argentea
Hoplia argentea är en skalbaggsart som beskrevs av Nikolaus Poda von Neuhaus 1761. Hoplia argentea ingår i släktet Hoplia och familjen Melolonthidae. Inga underarter finns listade i Catalogue of Life.

## Bildgalleri

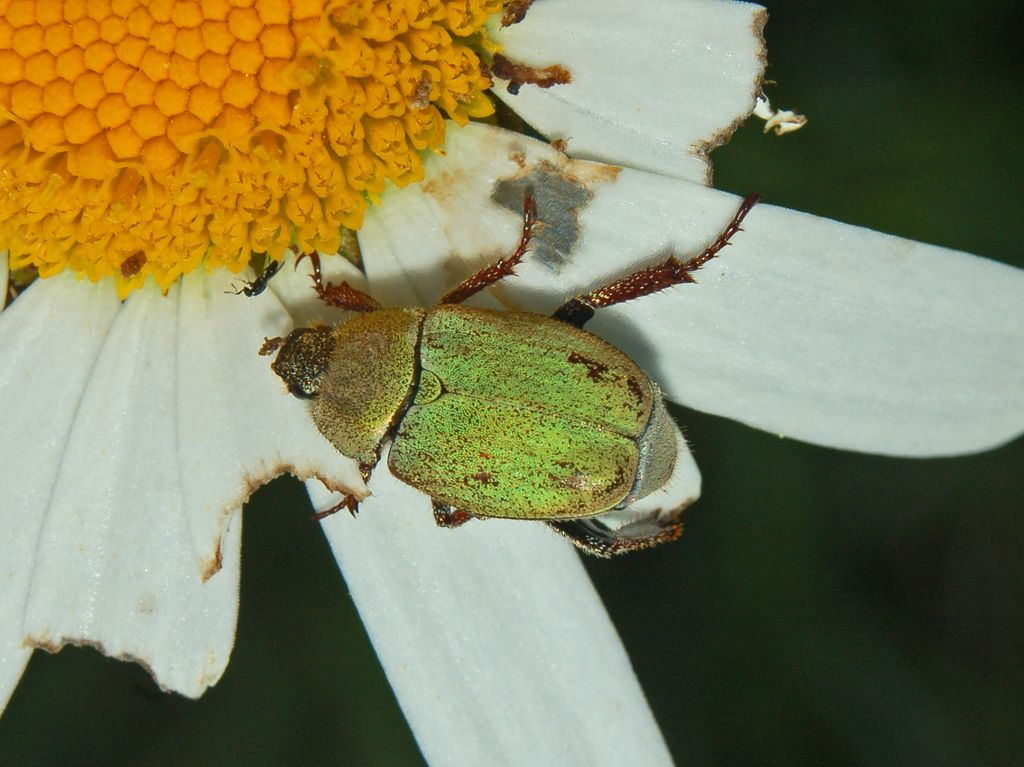